# Арктин Милетский
Арктин (др.-греч. Ἀρκτῖνος Μιλήσιος) — древнегреческий поэт VIII века до н. э., сын Телеса из Милета, считался автором эпических поэм «Эфиопида» и «Разрушение Илиона». Также Арктину (или Евмелу Коринфскому) приписывали авторство поэмы «Титаномахия».
Евсевий относил его либо к 1-й Олимпиаде (776—772 годы до н. э.), точнее к 775 году до н. э., либо к 5-й Олимпиаде (760 год), а лексикон Суда — к 9-й Олимпиаде (744—740 годы). Согласно филологу Фанию, Лесх, автор поэмы «Малая Илиада», состязался с Арктином и победил его. Дионисий Галикарнасский называл Арктина «старейшим» из поэтов. О. Цыбенко датирует его творчество концом VIII в. до н. э..